# EBS Romania
EBS Romania a fost o companie furnizoare de soluții software integrate de gestiune ERP (Enterprise Resource Planning) din Cluj-Napoca. În afară de Cluj, compania mai deținea încă cinci filiale la Sibiu, București, Iași, Timișoara și la Brașov. Începând cu anul 2013, EBS Romania este parte a concernului NTT Nippon Telegraph and Telephone
. Compania dezvoltă sistemul software integrat Clarvision ERP pentru firmele de producție din sectorul industrial român.
De asemenea, EBS România este și SAP Value Added Reseller Partner.
În prezent, NTT DATA Romania deține un portofoliu de clienți interni și externi ce numără peste 300 de companii din România, Germania, Austria și Luxemburg și peste 2000 de angajați și colaboratori externi, care lucrează în proiecte din diverse industrii: Autovehicule, Bănci, Fabricare, Energie și Utilități, Sector Public și Utilități, Retail, Transport și Logistică. În luna martie a anului 2019 a fost inaugurat laboratorul de inovație "INNU18", acesta contribuind semnificativ în cercetarea și dezvoltarea domeniului IT în România.
Furnizorul de servicii NTT DATA Romania a câștigat în noiembrie 2020, licitația organizată de Casa Națională de Pensii Publice și va furniza echipamente și servicii necesare consolidării aplicațiilor utilizate la nivel central pentru sistemul informatic integrat al instituției. Contractul a fost estimat la 7 milioane de lei.  

## Istoric
EBS Romania a fost înființată de către Daniel Metz, un om de afaceri român, în anul 2000, și a funcționat inițial ca filială a unei firme de software din Germania. În 2013, EBS Romania a fost cumpărată de compania japoneză NTT DATA. În prezent, NTT DATA Romania are peste 2000 de angajați. Compania are sediul central în Cluj-Napoca. În România, are birouri în București, Sibiu, Timișoara, Brașov și Iași, iar, în Serbia, la Novi Sad. În 2018, Daniel Metz, CEO al NTT DATA Romania, a obținut titlul de Doctor în Management în cadrul Universității Babeș-Bolyai din Cluj-Napoca. Acesta este, în prezent, cadru didactic asociat la 3 facultăți - Facultatea de Științe Economice și Gestiunea Afacerilor, Facultatea de Matematică și Informatică, Facultatea de Științe Politice. Din 2019, este și membru al Societății Academice de Management din România (SAMRO). De asemenea, din 2020, Daniel Metz devine membru al Comisiei Fundației „Alma Mater Napocensis” și membru extern al Institutului de Istorie „George Barițiu”, Academia Română - Filiala din Cluj-Napoca. În prezent, NTT DATA Romania se află pe locul 7 în topul companiilor de IT din România.

## Număr de angajați
- 2014: 650[15]
- 2013: 600[16]
- 2012: 500[17]
- 2010: 400[18]
- 2008: 260[19]

## Cifra de afaceri
- 2012: 12 milioane euro[17]
- 2011: 9,3 milioane euro[17]
- 2010: 6,7 milioane euro[18]
- 2008: 5,6 milioane euro[1]
- 2007: 3,5 milioane euro[1]

Ca NTT DATA Romania
- 2019: 80 milioane euro[20]
- 2018: 64 milioane euro[21]
- 2017: 53,4 milioane euro[22]

- 2016: 37,1 milioane euro[23]

- 2015: 25 milioane euro[24]

- 2014: 22 milioane euro[25]

- 2013: 18 milioane euro[25]